# Помилка Макнамари
Помилка Макнамари (також відома як кількісна помилка), названа на честь Роберта Мак-Намари, міністра оборони США з 1961 по 1968 роки, передбачає прийняття рішення виключно на основі кількісних спостережень (або метрики) та ігноруючи всі інші. Причина часто полягає в тому, що ці інші спостереження неможливо довести.
Перший крок — виміряти все, що можна легко виміряти. Це нормально, наскільки це стосується. Другий крок — не враховувати те, що не можна легко виміряти, або надавати йому довільне кількісне значення. Це штучно і оманливо. Третій крок — припустити, що те, що не можна легко виміряти, насправді не важливо. Це сліпота. Четвертий крок — сказати, що те, що не можна легко виміряти, насправді не існує. Це самогубство.— Деніел Янкелович, «Corporate Priorities: A continuing study of the new demands on business» (1972).
Помилка стосується віри Макнамари в те, що призвело до поразки Сполучених Штатів у В'єтнамській війні, зокрема, його кількісне визначення успіху у війні (наприклад, з точки зору кількості тіл ворогів), ігноруючи інші змінні.

## Приклади у війні

### В'єтнамська війна
Помилка Макнамари походить від війни у В'єтнамі, коли підрахунок ворожих загиблих вважався точним і об'єктивним показником успіху. Війна була зведена до математичної моделі: якщо збільшувати передбачувану кількість ворожих смертей і мінімізувати кількість власних, то перемога буде забезпечена. Критики зауважують, що партизанська війна і широке поширення опору, а також неминучі неточності в оцінках втрат ворога можуть перешкодити цій формулі. Інтерес Макнамари до кількісних показників проявляється в Проєкті 100 000: за рахунок зниження стандартів прийому до війська підвищили призов. Ключем до цього рішення була ідея, що один солдат, абстрактно, більш-менш рівний іншому, і що при належній підготовці та кращому спорядженні він позитивно вплине на математику ведення війни.
Як повідомляється, бригадний генерал ВПС США Едвард Ленсдейл сказав Макнамарі, який намагався розробити список показників, щоб дозволити йому науково стежити за ходом війни, що він не враховував почуття простого сільського в'єтнамського народу. Макнамара записав це у свій список олівцем, потім стер і сказав Лансдейлу, що він не може виміряти це, тому це не має бути важливим.

### Глобальна війна з терором
Дональд Рамсфелд, міністр оборони США за Джорджа В. Буша, прагнув вести війни з кращими даними, чіткими досяжними цілями.
... відчуття терміновості, пов’язане з місією, випливало лише з бюрократичної зацикленості на дотриманні довільних термінів, тому місії можна було викреслити зі списку та зарахувати як «виконані». Цей акцент на кількісній оцінці завжди був відмітною ознакою військових, але під час перебування Дональда Рамсфельда в Пентагоні він був доведений до нових висот фальшивості. Рамсфелд був одержимий досягненням позитивних «метрик», якими можна було б скористатися, щоб продемонструвати прогрес у Глобальній війні з тероризмом.— Джон Кракавер, Where Men Win Glory.

## У сучасних клінічних випробуваннях
У медичній літературі все більше обговорюється помилка Макнамари. Зокрема, помилка Макнамари використовується для опису неадекватності використання лише виживаності без прогресування (ВБП) як основної кінцевої точки в клінічних випробуваннях для препаратів, які лікують метастатичні пухлини, просто тому, що ВБП є кінцевою точкою, яку можна виміряти, при цьому не вдається охопити результати, які є більш значущими, як-от загальна якість життя або загальне виживання.

## У конкурсних процесах прийому
У процесах конкурсного відбору, наприклад, тих, що використовуються для отримання вищої медичної освіти—оцінювання кандидатів з використанням лише числових показників призводить до ігнорування факторів та атрибутів, які не піддаються кількісному виміру, які в кінцевому підсумку можуть мати більше значення для успіху кандидата на посаді.